# Masquage de l'information
Pour les articles homonymes, voir Masque (homonymie).
Le masquage de l'information est une règle de microarchitecture informatique (architecture détaillée) étendant le principe d'encapsulation des données aux fonctions. Cette règle consiste à cacher les détails d'implémentation pour offrir une interface simple à comprendre et à utiliser.

## Implémentation
Beaucoup de langages de programmations orientés objets comme Java ou C++ offrent des limitateurs d’accès (niveaux de visibilité) permettant d’implémenter aisément le masquage des fonctions membres. Les limitateurs traditionnels sont :
- publique: les fonctions membres de toutes les autres classes ou modules peuvent accéder aux fonctions membres possédant le niveau de visibilité publique. Ces fonctions membres constituent l'interface du module ou de la classe. Le terme méthode est habituellement utilisé pour décrire ce type de fonctions membres.

- protégée: l'accès aux fonctions membres protégées est réservé aux fonctions membres des classes héritières. Le terme méthode d'extension est habituellement utilisé pour décrire ce type de fonctions membres.

- privée: l'accès aux  fonctions membres privées est réservé aux fonctions membres de la classe propriétaire. Ces fonctions membres sont dites masquées.

## Motivation
1. Cette règle de conception permet de simplifier le développement en offrant des interfaces simples à comprendre et à utiliser.
2. Le masquage de l'information permet également d'éviter une utilisation abusive, non-prévue ou carrément dangereuse du module ou de la classe.